# دیدیه آریول
دیدیه آریول (فرانسوی: Didier Auriol‎؛ زادهٔ ۱۸ اوت ۱۹۵۸) راننده رالی اهل فرانسه است.
از باشگاه‌هایی که وی در آن بازی کرده‌است می‌توان به شرکت فورد موتور اشاره کرد. آریول در سال ۱۹۹۴ قهرمان رالی قهرمانی جهان شده است.